# Enlace (Star Trek: La nueva generación)
"Enlace" es el octavo episodio de la séptima temporada de la serie Star Trek: La nueva generación, emitido por primera vez el 8 de noviembre de 1993. Es el episodio 160, producción 260, escrito por Nick Sagan y dirigido por Jonathan Frakes.

## Trama
Picard y la dra. Crusher se preparan para participar en una misión diplomática solicitada por los Kes, una de las dos sociedades del planeta Kesprytt, quienes desean entrar como miembros asociado de la Federación. Esto no tiene precedentes debido a que la otra sociedad del planeta, los Prytt, no desean tener contacto con la Federación o nadie más incluyendo a los Kes. Worf intenta teletransportar a Crusher y a Picard a las oficinas del embajador Kes, Mauric, en el planeta para iniciar las conversaciones, pero ellos no lo logran. Sino que terminan en una celda de una prisión Prytt, donde se dan cuenta de que ambos tienen unos extraños dispositivos electrónicos implantados en sus nucas. El ministro Lorin de los Prytt les informa que están siendo retenidos por cargos de conspiración con los Kes, y que los dispositivos que tienen implantados en la nuca revelarán la verdad de dichas acusaciones. Mientras tanto en la Enterprise, Riker arregla una reunión con el embajador Kes Mauric para discutir el rapto. Mientras tanto, Beverly recibe misteriosamente su tricorder escondido en una bandeja de comida. Ella se da cuenta de que un mapa ha sido agregado al menú principal y suponiendo que ha sido enviado por los Kes, ella y Picard lo usan para escapar.
Riker, Worf y Troi se reúnen con el embajador Mauric, quien les informa que ellos no tienen ninguna relación formal con los Prytt, siendo su mejor opción insertar un equipo de rescate en la capital de Prytt. Riker desea primero tratar un método más amigable, pero le permite a Mauric establecer un centro de operaciones en la Enterprise. Mientras, Picard y Crusher siguen el mapa del tricorder a través de un laberinto de cavernas donde bolas de fuego que surgen del piso explotan alrededor de ellos. Ellos logran evadirlas y continúan su camino a través de las cavernas.
De regreso al puente de la nave, Riker es contactado por Lorin, quien rehúsa discutir acerca de Picard y Crusher y amenaza con atacar a la Enterprise si Riker no cesa las comunicaciones con los Prytt. Incluso aunque los análisis de Worf muestran que el armamento Prytt no supone ninguna amenaza para la Enterprise, Riker no saben qué hacer hasta que Mauric le informa que Picard y Crusher ha sido liberados por un agente Kes y están en camino hacia la frontera Kes. Riker se preocupa de que el lugar de encuentro sea en un lugar público, pero Mauric le asegura que todo funcionará bien. Mientras, Picard y Crusher, quienes aún están siguiendo el mapa, se dan cuenta de que los implantes en su nuca les permiten leer los pensamientos del otro, quieran ellos o no. Cuando intentan separarse ambos reaccionan con una fuerte ola de náusea lo que hace imposible separarse.
Al siguiente día, Picard y Crusher continúan su viaje, leyéndose los pensamientos durante toda la jornada. Cuando se encuentran con dos soldados Prytt deciden no ir al punto de encuentro indicado por el mapa y se desvían directamente hacia la frontera. Mauric se entera de que la pareja no llegó al destino planificado llama a Riker y a Worf para acusarlos de que están conspirando junto a los Prytt. Riker le asegura de que eso no está sucediendo, pero Mauric insiste en abandonar la Enterprise. Más tarde, Picard y Crusher se detienen para pasar la noche. Aún escuchando los pensamientos del otro, se dan cuenta no sólo de que hay una fuerte atracción entre ellos, sino que Picard una vez estuvo enamorado de Crusher.
Determinado a probar que Mauric está errado y salvar a sus compañeros de tripulación, Riker teletransporta a la ministra Lorin a bordo de la nave contra su deseo. Entonces Riker sienta a Mauric y a Lorin juntos, pero ninguno de los dos le importa lo que sucede con Picard y Crusher. En vez cada uno se acusa de tratar de conspirar con la Federación para ganar ventaja militar sobre la otra facción. Riker disgustado con lo que ve, le dice a Mauric que basado en lo que ha visto, a los Kes se les denegará su petición de admisión en la Federación. Luego le cuenta a Lorin que si Picard y Crusher no son regresados, su insular sociedad será invadida por los investigadores de la Flota Estelar. En ese momento, Picard y Crusher llegan a la frontera Kes, y mientras Picard logra atravesar el campo de fuerza que la protege, Crusher es atrapada por las fuerzas de seguridad de Prytt. Sus captores se comunican con Lorin, quien les ordena liberarlos y enviarlos de regreso a la Enterprise. Seguros a bordo, a Picard y Crusher se les quitan los implantes y comparten una cena sin leerse los pensamientos. Picard sugiere, que dado lo que saben ahora el uno del otro, no deberían temer explorar lo que sienten con respecto al otro. Crusher en un arranque de ternura se agacha y besa en la mejilla a Picard. Sin embargo, sus emociones amenazan con sobrepasarla y le da temor. Ella le dice a Picard que ellos deberían temer un poco más y le da a entender que deberían ir más despacio y no apresurar un compromiso. Picard está de acuerdo, comprendiendo la timidez y sensibilidad de Crusher. Ellos se desean buenas noches y Crusher deja lentamente las habitaciones de Picard, aún sonrojada y un poco atontada. Picard, mientras tanto, sonríe suavemente y sopla para apagar las velas.